# Džamu (pokrajina)
Džamu je pokrajina v okviru zveznega ozemlja Džamu in Kašmir in najsevernejša regija v Indiji. Sestavljajo jo naslednji okraji: Džamu, Doda, Kathua, Ramban] Riasi, Kištvar, Punč, Radžouri, Udhampur, Samba. Večina dežele je hribovita ali gorata, vključujoč pogorje Pir Pandžal, ki ločuje Džamu od Kašmirske doline ter del Velike Himalaje v vzhodnih okrajih Doda in Kištvar. Glavna reka je Čenab. Dolina reke Čenab je naslednji pomemben del regije Džamu.
Mesto Džamu je največje mesto v pokrajini Džamu in zimsko glavno mesto indijske zvezne države Džamu in Kašmir. Znano je tudi kot mesto templjev, ker ima mnogo templjev in svetišč.
Večina prebivalcev Džamuja prakticira hinduizem, čeprav je tudi islam sikhizem močno prisoten v pokrajini.